# Northanger Abbey (téléfilm)
Cet article concerne le téléfilm. Pour le roman l'ayant inspiré, voir Northanger Abbey. Pour les articles homonymes, voir Abbey.

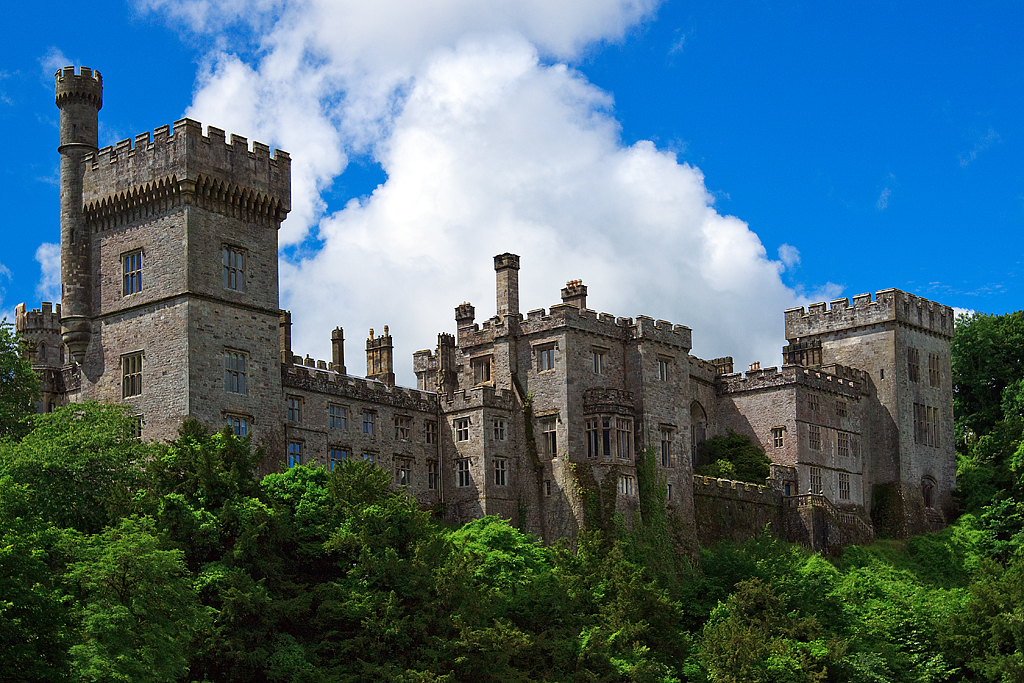
Le château de Munster qui porte est le Northanger Abbey dans le téléfilm du même nom

Northanger Abbey est un téléfilm de Jon Jones de 2007, avec Felicity Jones dans le rôle de Catherine Morland, et J.J. Feild dans celui de Henry Tilney. Le scénario d’Andrew Davies est tiré du roman éponyme de Jane Austen, publié en 1818.

## Synopsis
Le scénario suit de près le roman de Jane Austen, L'Abbaye de Northanger (Northanger Abbey). Il raille la vie mondaine de Bath, que Jane Austen avait connue lors d'un séjour en 1797, et parodie les romans gothiques fort appréciés à l'époque : son héroïne, la toute jeune Catherine Morland, qui ne rêve que de sombres aventures se déroulant dans de vieux châteaux ou des abbayes gothiques, croit qu'elle pourra en vivre une lorsqu'elle est invitée à séjourner à l'abbaye de Northanger. Mais la folle imagination de Catherine Morland la pousse à mener l'enquête sur un crime hypothétique. Dans le même temps, une idylle se développe entre elle et Henry Tilney, le fils cadet du propriétaire des lieux ;
Une fois surmontées les erreurs d'appréciation que lui fait commettre son imagination, Catherine Morland parvient à distinguer ses vrais amis de ceux qui n'en ont que l'apparence, pour parvenir ainsi à l'âge adulte (le roman de Jane Austen qui inspire le film est en effet un « roman d'apprentissage »).

## Fiche technique
- Réalisation : Jon Jones
- Scénario : Andrew Davies d'après le roman Northanger Abbey de Jane Austen
- Musique originale : Charlie Mole
- Directeur de la photographie : Ciaran Tanham
- Création des décors : David Wilson
- Direction artistique : Mark Lowry
- Création des costumes : Grania Preston
- Directeur de production : David Byrne
- Maquillage : Muriel Bell
- Production : Keith Thompson
- Sociétés de production : Granada Productions , WGBH-TV Boston
- Budget : 2 millions de £
- Genre : Comédie dramatique, romance
- Durée : 92 minutes

## Distribution
- Geraldine James (VF : Blanche Ravalec) : la voix de Jane Austen
- Felicity Jones (VF : Marie Millet-Giraudon) : Catherine Morland, une jeune fille qui lit beaucoup de romans gothiques
- J. J. Feild (VF : Tanguy Goasdoué) : Henry Tilney, un homme séduisant dont s'éprend Catherine
- Carey Mulligan (VF : Caroline Pascal) : Isabella Thorpe, une jeune femme avec qui Catherine se lie d'amitié à Bath
- William Beck : John Thorpe, le frère mal élevé d'Isabella, qui poursuit Catherine de ses assiduités
- Bernadette McKenna (VF : Marie-Martine) : Mme Thorpe
- Sophie Vavasseur : Anne Thorpe
- Shauna Taylor : Maria Thorpe
- Hugh O'Conor : James Morland, le frère de Catherine, qui s'est épris d'Isabella
- Julia Dearden : Mme Morland
- Gerry O'Brien : M. Morland
- Catherine Walker (VF : Véronique Soufflet) : Eleanor Tilney
- Liam Cunningham : le général Tilney, le père tyrannique d'Henry et d'Eleanor
- Sylvestra Le Touzel : Mme Allen, une femme sans enfants qui emmène Catherine à Bath
- Desmond Barrit : M. Allen, son mari
- Mark Dymond : le capitaine Frederick Tilney
- Liam McMahon : Sedley
- Myles Breen : M. King
- Michael Judd : le pasteur
- Mal Whyte : le grossier individu
- David Sheehan : l'impertinent
- Anne Fitzpatrick : la chanteuse d'opéra

Ces voix n'ont pas été attribuées car aucun élément ne permet de savoir qui a doublé qui.
- Clara Borras[Qui ?]
- Jean-Marie Boyer[Qui ?]
- Michel Fortin[Qui ?]
- Gunther Germain[Qui ?]
- Jean-Pierre Leclerc[Qui ?]
- Dominique Westberg[Qui ?]

## Autour du téléfilm
Le film a été diffusé pour la première fois au Royaume-Uni sur ITV le 25 mars 2007 à 21h00, dans le cadre de leur Saison Jane Austen (The Jane Austen Season). Le téléfilm a été diffusé pendant 120 min, y compris les coupures publicitaires, et 93 min sans interruption aux États-Unis. Le film a offert à Felicity Jones l'un de ses premiers rôles majeurs, et a également contribué à la notoriété de J.J. Feild. De façon inhabituelle pour un roman de Jane Austen, il s'agit seulement de la seconde adaptation filmée, la première remontant à 1986.

## Lieux de tournage
Irlande
- Ardbraccan House, Comté de Meath, Irlande

(l'église et le presbytère de Fullerton)
- Château de Charleville, Tullamore, comté d'Offaly, Irlande

- Dublin Castle, Dublin, comté de Dublin, Irlande

(la promenade à Beechen Cliff)
- Dublin, County Dublin, Irlande

- Higginsbrook, Trim, comté de Meath, Irlande

(presbytère de Fullerton)
- King's Inns, Henrietta Street, Dublin, comté de Dublin, Irlande

(Bath)
- Lismore Castle, Lismore, comté de Waterford, Irlande

(Northanger Abbey)

## Musique
Une partie de l'air de la Reine de la nuit, Der Hölle Rache kocht in meinem Herzen, tiré de La Flûte enchantée de Mozart peut être entendue lorsque Catherine Morland et son amie Isabella se rendent à l'opéra à Bath. Toutes les danses sont jouées par les Pemberley Players.